# Michael May
Michael May (18 de agosto de 1934) foi um automobilista suíço que participou dos Grandes Prêmios: Mônaco, França e Alemanha de 1961 de Fórmula 1.